# Baia di Ognissanti
La baia di Ognissanti (baía de Todos os Santos in portoghese) è una rientranza del litorale brasiliano situata nello Stato di Bahia. Ha una superficie di 1 233 km² e una profondità media di 9,8 m, arrivando in certi punti fino a 70.
Gli indios Tupinamba la chiamavano Kirimurê, ossia "grande mare interiore".

## Storia
Fu nominata, per la prima volta, nel 1501 quando una spedizione portoghese guidata da Gaspar de Lemos e da Amerigo Vespucci fu inviata per codificare le nuove terre, scoperte un anno prima da Pedro Álvares Cabral. Fu chiamata così perché la spedizione vi arrivò il 1º novembre, giorno in cui cade la festività cristiana di Ognissanti.
La baia, durante il periodo coloniale, ospitò uno dei più grandi porti di esportazione dell'emisfero australe, da cui partivano i carichi dello zucchero brasiliano e l'argento boliviano verso l'Europa.
Sul suo territorio sono localizzate 56 isole, la maggiore delle quali è l'Isola di Itaparica.
Altre isole conosciute sono:
- Ilha dos Frades
- Ilha de Maré
- Ilha de Bom Jesus
- Ilha do Medo, stazione ecologica.